# Santa Inês (Maranhão)
Santa Inês is een gemeente in de Braziliaanse deelstaat Maranhão. De gemeente telt 88.013 inwoners (schatting 2017).

## Aangrenzende gemeenten
De gemeente grenst aan Altamira do Maranhão, Bela Vista do Maranhão, Monção, Pindaré Mirim, Santa Luzia, Tufilândia en Vitorino Freire.